# Projet Almanac
Pour plus de détails, voir Fiche technique et Distribution.
Projet Almanac ou Projet Almanach au Québec (Project Almanac) est un film américain réalisé par Dean Israelite et sorti en 2015. Ce film de science-fiction en found footage raconte l'histoire d'un groupe de lycéens qui construisent une machine à remonter le temps. Il met en scène Jonny Weston, Sofia Black-D'Elia, Sam Lerner, Allen Evangelista, Virginia Gardner et Amy Landecker.

## Synopsis
Âgé de 17 ans, David Raskin vit à Atlanta, en Géorgie. Il a réussi à créer un drone qui est piloté grâce à des capteurs situés sur ses doigts, avec l'aide de ses deux meilleurs amis Quinn Goldberg et Adam Le et de sa sœur Christina Raskin. Grâce à cette invention, il obtient une bourse de 5 000 dollars de la part du MIT (Massachusetts Institute of Technology). Malheureusement, il lui manque 40 000 dollars pour finir de payer son inscription. Un jour, le groupe d'adolescents trouve le moyen de créer une machine à voyager dans le temps et entraînent une jolie jeune fille, Jessie Pierce. Enthousiastes à l'idée d'expérimenter leur invention, ils en oublient que leur comportement dans le passé peut avoir des conséquences désastreuses sur le présent et l'avenir.

## Fiche technique
- Titre original : Project Almanac
- Titre français : Projet Almanac
- Titre québécois : Projet Almanach
- Réalisation : Dean Israelite
- Scénario : Jason Harry Pagan et Andrew Deutschman
- Direction artistique :
- Décors :
- Costumes : Mary Jane Fort
- Montage : Martin Bernfeld et Julian Clarke
- Photographie : Matthew J. Lloyd
- Production : Michael Bay, Andrew Form et Bradley Fuller
- Sociétés de production : Insurge Pictures, MTV Films, Paramount Pictures et Platinum Dunes
- Sociétés de distribution : Paramount Pictures (États-Unis)
- Budget : 12 millions de dollars
- Pays de production :  États-Unis
- Langue originale : anglais
- Format : couleur - 35 mm - 2,35:1 - son Dolby Digital
- Genre : science-fiction, found footage
- Durée : 106 minutes
- Dates de sortie :
  - États-Unis : 30 janvier 2015
  - France : 25 février 2015

## Distribution
- Jonny Weston (VF : Olivier Martret) : David Raskin
- Sofia Black D'Elia (VF : Victoria Grosbois) : Jessie Pierce
- Virginia Gardner (VF : Claire Bouanich) : Christina « Chris » Raskin
- Sam Lerner (VF : Adrien Larmande) : Quinn Goldberg
- Allen Evangelista (de) (VF : Hervé Grull) : Adam Le
- Amy Landecker (VF : Claire Guyot) : Kathy Raskin
- Gary Weeks (en) (VF : Fabrice Josso) : Ben Raskin
- Michelle DeFraites : Sarah Nathan
- Patrick Johnson (en) : Todd
- Gary Grubbs : Dr Lu
- Katie Garfield : Liv
- Jamila Thompson : Marina
- Macsen Litz : David, à l'âge de 7 ans
- Hillary Harley : la blonde
- Courtney Browers : l'amie de Jess

 Source et légende : version française (VF) sur RS Doublage et selon le carton du doublage français cinématographique.

## Accueil

### Box-office
Au box-office américain, le film a engrangé une recette de 32 millions de dollars.